# Minnesota Vikings
Los Minnesota Vikings (en español: Vikingos de Minnesota) son un equipo profesional de fútbol americano de los Estados Unidos con sede en Mineápolis, Minesota. Compiten en la División Norte de la Conferencia Nacional (NFC) de la National Football League (NFL) y disputan sus encuentros como locales en el U.S. Bank Stadium.
El equipo fue fundado por Max Winter en 1960 y comenzaron a jugar en la liga en 1961 sus mejores años fueron cuando alcanzaron el Super Bowl en la década de 1970, cuando tuvieron una gran equipo defensivo, pero nunca han podido ganarlo. En total han jugado en cuatro Super Bowls perdiéndolos todos.
Los también llamados "Vikes" han sido una de las franquicias más exitosas de la NFL con el segundo porcentaje de victorias, ganando su respectiva división 18 veces, el tercero entre los equipos que actualmente juegan en la liga.
De 1961 hasta 1981 los Vikings jugaron como locales en el antiguo Metropolitan Stadium en donde se jugaron muchos encuentros a temperaturas bajo cero. Desde 1982 fijaron su casa en el Hubert H. Humphrey Metrodome, junto con los Golden Gophers de la Universidad de Minnesota y hasta el 2009 de los Minnesota Twins del béisbol de las grandes ligas.

## Historia

### 1960-1966: Fundación y primeros años
En el NFL Draft de 1961, los Vikings seleccionaron en la primera ronda al running back Tommy Mason de la universidad de Tulane y en la tercera ronda eligen a un joven quarterback de Georgia llamado Fran Tarkenton, que sería el ícono de equipo en dos décadas, 60s y 70s.
Su primer entrenador en jefe fue Norm Van Brocklin (1961–1966).

### 1967-1978: Los Purple People Eaters
Comedores Púrpura de Personas, en español, era el apodo de la línea defensiva de los Vikings, cuando participaron en cuatro Super Bowls. El nombre viene del color púrpura de su uniforme y una canción de Sheb Wooley, titulada "Purple People Eater". El lema de esta temible defensiva era: “nos reunimos con el quarterback”, los miembros más prominentes de esta defensiva fueron:
- Alan Page DT, 148.5 sacks, 9 Pro Bowls, jugador más valioso de 1971 y miembro del Salón de la Fama.
- Carl Eller DE, 133.5 sacks, 6 Pro Bowls, miembro del Salón de la Fama.
- Jim Marshall DE, 127 sacks, 2 Pro Bowls.
- Gary Larsen DT, 38.5 sacks, 2 Pro Bowls.

Uno de los miembros de la línea defensiva, Gary Larsen, fue reemplazado por Doug Sutherland a mediados de los 70s. Los Purple People Eaters han sido una de las defensivas más reconocibles en la historia de la NFL. Carl Eller y Alan Page son miembros del Recinto de los Inmortales pero muchos están convencidos de que Marshall debería estar en el Salón de la Fama con ellos.

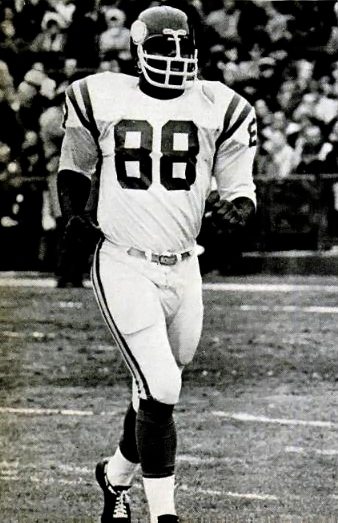
DT Alan Page (1967-1978)

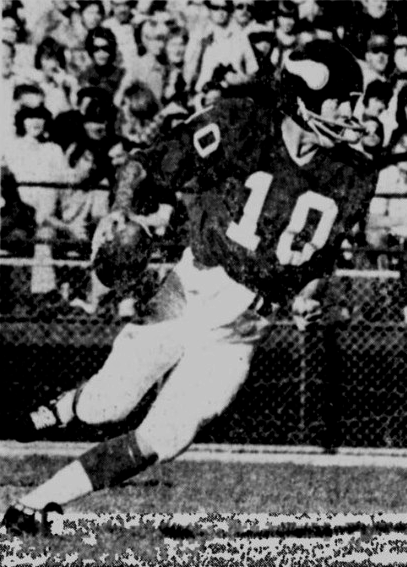
QB Fran Tarkenton en 1974

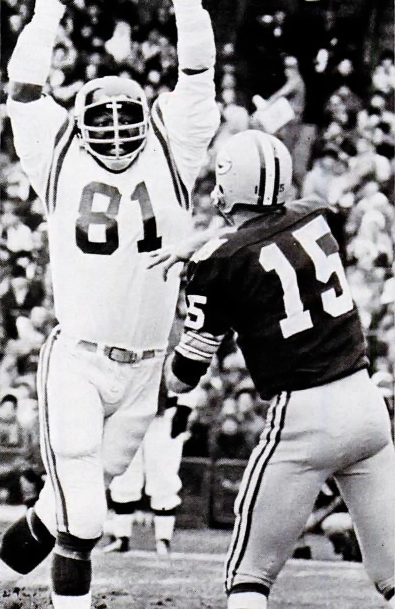
DE Carl Eller miembro de los "Purple People Eaters".

### 1998
El safety Paul Krause ingresa al Salón la Fama en la clase 1998. Krause tuvo 81 intercepciones en su carrera (actual récord de la NFL). Fue nominado 8 veces al Pro Bowl y 8 ocasiones como All-Pro.
En el Draft de 1998 los Vikings eligieron a Randy Moss es primera selección del draft (21 global de la NFL), provino de la Universidad de Marshall.
La campaña de 1998 fue definitivamente para recordar en la franquicia. Con una ofensiva espectacular encabezada por el Randal Cunningham QB (quien reemplazó al lesionado Brad Johnson), el corredor Robert Smith, el veterano receptor abierto Cris Carter, y el explosivo novato Randy Moss.
La defensiva tenía a los no menos espectaculares, John Randle DT, Derrick Alexander DE, Ed McDaniel LB y Orlando Thomas S.
Los Vikings impusieron entonces un récord de la liga al anotar un total de 556 puntos, nunca menos de 24 puntos en cada uno de sus partidos (el registro se rompe hasta el 2007 por New England Patriots con 589 puntos). Los Vikings terminan la temporada con 15-1, su única derrota fue ante Tampa Bay por 27-24.
En los playoffs, los Vikings arrollaron a los Arizona Cardinals 41-21. Para el juego por el título de la NFC en el Metrodome contra los Atlanta Falcons 14-2. El pateador de goles de campo Gary Anderson de Minnesota acababa de terminar la primera temporada regular perfecta en la historia de la NFL (no falló un punto extra y ningún intento de gol de campo en todo el año), pero falló uno de 38 yardas con menos de 2 minutos restantes para empatar el juego. Esto condujo a una decisión controvertida del entrenador Dennis Green, para dejar correr el reloj para que el juego se vaya a tiempo extra. Atlanta ganó 30-27 en tiempo extra con un gol de campo del danés Morten Andersen. Minnesota fue el primer equipo con marca de 15-1 y no llegar al Super Bowl. Los Falcons perdieron el Super Bowl XXXIII a manos de John Elway y los Denver Broncos.
La temporada de 1998 dejaría otra pérdida importante para los Vikes, el genio coordinador ofensivo, Brian Billick, emigraría a los Baltimore Ravens como entrenador en jefe y ganaría el Super Bowl XXXV dos años después. Algunos analistas de la NFL piensan que Billick debió de quedar al mando del equipo y dejar libre a Dennis Green, pero eso quedará en el plano de las suposiciones.

### 1999-2000
La primera selección para los Vikings en el draft de 1999 (11.ª global), fue el QB Daunte Culpepper de Central Florida. Cris Carter, recibió el Premio Walter Payton al Hombre del Año.
Randall Cunningham volvió a los controles de la ofensiva en 1999, pero después de un comienzo tibio de 2-4 al QB sustituto, Jeff George, se le dio el puesto de titular. George finalizó la temporada con un récord personal de 8-2, y llevó a los Vikings en la postemporada una vez más, con un récord final de 10-6 como subcampeones de la NFC North.
En los Playoffs Minnesota venció a Dallas Cowboys de Troy Aikman en el juego de comodín por 27-10. En el juego divisional los Vikes enfrentaron a los St. Louis Rams, encabezados por un desconocido QB llamado Kurt Warner, que llegó la campaña anterior de la NFL Europa. El juego fue un tiroteo que se llevó Minnesota 17-14 en el descanso, aunque los Rams superaron a Minnesota 35-20 en la segunda mitad para ganar finalmente con un marcador de 49-37. Los Rams ganarían el Super Bowl XXXIV sobre los Tennessee Titans.
La primera selección del año 2000 fue el DT Chris Hovan (25 de la liga), de Boston College.
La campaña inició para los "Vikes" con 7-0, en la semana 14 estaban 11-2, pero se desplomaron perdiendo sus últimos tres juegos contra los St. Louis Rams, los Green Bay Packers y los Indianapolis Colts, concluyendo la temporada regular con 11-5. El QB Daunte Culpepper tuvo una fuerte lesión, no obstante, los Vikings acudieron a la postemporada por quinto año consecutivo.
Durante la temporada regular el RB Robert Smith impone el récord de yardas terrestras ganadas de la franquicia (y mejor de la NFC), con 1,521 yardas, pero sorpresivamente se retiró al final del año después de sólo jugar ocho temporadas en la NFL para proseguir sus estudios de medicina. Smith tiene el récord de todos los tiempos de los Vikings de más yardas por carrera con 6,818. El récord anterior era de 5,887 que se estableció de 1973 a 1979 por Chuck Foreman.
Después de que los Vikes superaron fácilmente a los New Orleans Saints en el juego divisional por 34-16. Su siguiente compromiso fue el campeonato de la NFC contra los New York Giants. A pesar de ser los favoritos para ganar el juego los Vikings fueron humillados por los Giants por 41-0, la peor derrota en la historia de la franquicia.

### 2001-2006
El OT Ron Yary ingresa al Salón de la Fama clase 2001. Yary fue nominado 7 veces al Pro Bowl y 6 ocasiones All-Pro.
Se va de Minnesota el formidable DT John Randle después de 11 campañas y 114 sacks con los Vikes. John jugaría 3 temporadas más con los Seattle Seahawks y 23.5 capturas de QB más para finalizar una brillante carrera para un jugador que llegó a la NFL como agente libre proveniente de la Universidad de Texas-Kingsville A&I.
La primera selección es el RB Michael Bennett de Wisconsin (27a. global del draft de 2001).
En el 2001 una tragedia ensombreció a la familia Viking, su estelar primera selección del draft de 1995 (24.ª global), el OT Korey Stringer falleció el 1 de agosto a causa de hipertermia o golpe de calor durante un entrenamiento de pretemporada. Este lamentable suceso marcaría el destino de la temporada del 2001.
Después de una decepcionante temporada de 5-10, los Vikings despidieron al entrenador en jefe, Dennis Green (1992–2001), después del penúltimo juego del año. Es sustituido interinamente por Mike Tice, para el partido final de temporada regular, perdiendo ante los Baltimore Ravens por 19-3 y cerrando el año con un 5-11.
La primera selección es el OT Bryant McKinnie de Florida (7a. global del draft de 2002).
El entrenador interino, Tice, es ratificado como entrenador en jefe por el dueño de los Vikes, Red McCombs, concluyendo la campaña regular con un mediocre 6-10, en segundo lugar de su división. Tice es el único entrenador que jugó para la franquicia como ala cerrada.
La primera selección es el DT Kevin Williams de Oklahoma State (9a. global del draft de 2003), la segunda es el LB E.J. Henderson proveniente de Maryland (40a. global del draft).
Durante la campaña del 2003 (marca de 9-7), los Vikingos estuvieron a punto de entrar en los playoffs. Sin embargo los Arizona Cardinals (marca de 4-12), los derrotaron por apenas 18 a 17 en el último partido de la temporada regular. Esta derrota fue particularmente dolorosa porque los Cardinals anotaron un TD con un desesperado pase del QB Josh McCown en la última jugada del partido (con cuarta oportunidad y 28 yardas por avanzar con el reloj en 0:00), dejando a los Vikes tendidos en el terreno y fuera de la post-temporada.
Minnesota fue el primer equipo desde 1978 en no llegar a playoff después de un prometedor inició de 6-0.
El DE Carl Eller ingresa al Salón de la Fama 2004. Eller con 133.5 sacks fue nominado 6 veces al Pro Bowl y considerado en 5 ocasiones como All-Pro.
La primera selección es el DE Kenechi Udeze de USC (20a. global del draft de 2004). Udeze sería diagnosticado con leucemia linfoide aguda en el 2008.
El QB Daunte Culpepper obtuvo el reconocimiento como MVP con estadísticas de 4.717 yardas por aire (líder de la NFL), 39 TDs (récord Viking), y 5.123 yardas totales (récord en la NFL).
En el juego de comodines, a pesar de no ser favoritos, los Vikings derrotaron en el Lambeau Field a los Green Bay Packers de Brett Favre en su primer encuentro de la historia de estas franquicias en playoffs por 31-17.
De este modo los Vikes se convierten en el segundo equipo en la historia de la NFL en tener un récord de.500 (8-8) en la temporada regular y ganar un partido de playoffs (los San Luis Rams hicieron lo mismo sólo un día antes). En la ronda divisional, los Vikings fueron derrotados 24-17 por el eventual campeón de la NFC los Philadelphia Eagles liderados por Donovan McNabb.
Durante el receso entre temporadas, Randy Moss fue intercambiado a los Oakland Raiders por el LB Napoleon Harris y una primera ronda del draft de la temporada siguiente.
La primera selección es el WR Troy Williamson de South Carolina (7a. global del draft de 2005). Después de tres temporadas con los Vikes, Williamson sería transferido a los Jacksonville Jaguars.
Después de un decepcionante inicio de 2-5, los Vikings perdieron a Culpepper por el resto de la temporada por lesión en la rodilla. Esta lesión jugó una parte muy importante para Minnesota, ya que se conjuntó con la salida de Randy Moss, el dúo dinámico de los años anteriores se ha perdido. El reemplazo de QB es Brad Johnson que regresa a los Vikes después de haber ganado el Super Bowl XXXVII con los Tampa Bay Buccaneers. Los Vikings finalizan la temporada 2005 con un récord de 9-7, sin poder asistir a los playoffs de nueva cuenta.
El entrenador en jefe Mike Tice (2001–2005), es despedido después de la campaña. Este fue uno de los muchos movimientos importantes de oficina realizados por el nuevo dueño del equipo, Zygi Wilf.
El 6 de enero los Vikes inician una nueva era con un nuevo entrenador, Brad Childress, que fue contratado para ser el entrenador en jefe. Esta elección fue el resultado de un breve proceso de selección.
La primera selección colegial es el LB Chad Greenway de Iowa (17a. global del draft). Como segunda selección, negociada con los Pittsburgh Steelers. Aunque Greenway perdió toda la temporada por una lesión en el ligamento cruzado anterior de la rodilla. El QB Tarvaris Jackson, segunda selección del draft de 2006 (número 64 de ese año). De 1999 al 2005 Childress fue entrenador de QBs y coordinador ofensivo de los Philadelphia Eagles. Con esa experiencia espera explotar las habilidades de Jackson.
La temporada del 2006 es parte de un proceso de reestructuración del equipo según prometió el coach Childress a los aficionados Vikings y en especial a Zygi Wilf. El inicio de Minnesota fue interesante con 4-2, pero cayeron en una espiral terminando con pobres números de 6-10 y terceros en la División Norte solo por encima de los eternos sotaneros los Detroit Lions.

### 2007-2016: La era de Adrian Peterson
La primera selección del draft (selección 7a. de todo el draft), es el RB Adrian Peterson proveniente de los Sooners de Oklahoma quien renunció a su último año de colegial. La segunda selección del draft (44.ª global), es el WR Sidney Rice de los South Carolina Gamecocks.
La campaña del 2007 los Vikings mejoran sus resultados con marca de 8-8, segundos en su división por debajo de Green Bay sin acceso a la postemporada. Peterson gana el nombramiento de novato del año ofensivo. El 4 de noviembre, Peterson establece el récord de la NFL de más yardas terrestres en un partido con 296 yardas en 30 carreras y 3 TDs contra los San Diego Chargers; termina la temporada con 1,341 yardas terrestres obtenidas; 12 TDs y un impresionante promedio por acarreo de 5.6 yardas.
En esta campaña finalmente los Vikings tienen marca ganadora con 10-6 y por primera vez en siete años campeones de División Norte.
La posición de QB es alternada por Tarvaris Jackson y el veterano de 15 temporadas Gus Frerotte.
La primera selección es el FS Tyrell Johnson de Arkansas State (43a. global del draft de 2008).
Una gran noticia es la llegada del DT Jared Allen proveniente de los Kansas City Chiefs quien fue tomado en la 4.ª ronda del draft de 2004 (126 global), y quien colabora con 14.5 QB sacks.
El primer juego de postemporada de comodines lo pierden contra Philadelphia Eagles de Donovan McNabb por marcador de 26-14.
El OG Randall McDaniel ingresa al Salón de la Fama clase 2009. McDaniel fue nominado 12 veces al Pro Bowl y 9 ocasiones All-Pro.

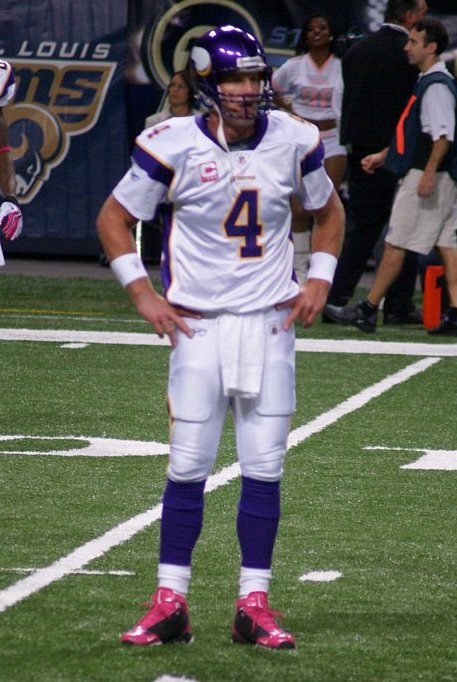
QB Brett Favre (2009-2010)

El quarterback retirado, Brett Favre, anunció el 28 de julio de 2009 que no tendría ningún acuerdo con los Minnesota Vikings. Sin embargo, el 18 de agosto del mismo año, Favre firmó un contrato de 2 años por 25 millones de dólares con los Vikes.
En la temporada de 2009 los Vikings tienen una gran campaña, terminan con marca de 12 ganados y 4 perdidos, además de campeones de la División Norte de la NFC por segundo año consecutivo
Un renovado Favre concluye la temporada con grandes números: 4.202 yardas por aire; 33 touchdowns; 7 intercepciónes y un extraordinario QB rating de 107.2 (el segundo mejor de la NFL). Además asistirá al Pro Bowl de Miami, Florida por undécima ocasión en su carrera.
La ofensiva de los Vikings terminó la temporada como la número 5 de toda la NFL, segundos en puntos anotados con 470. Por tierra su mejor arma es nuevamente Adrian Peterson con 1.383 yardas y 18 touchdowns (líder de la liga en anotaciones terrestres). Por aire el mejor receptor es Sidney Rice con 83 balones atrapados, 8 touchdowns y 1.312 yardas.
El novato del año a la ofensiva recae en su primera selección del draft del 2009 (22a. general), en el receptor Percy Harvin proveniente de Florida, con 8 touchdown.
En cuanto al equipo defensivo, los "Vikes" terminaron la temporada regular como la sexta defensiva total de toda la NFL. En defensiva terrestre es la segunda mejor de la liga con 87,1 yardas promedio permitidas por juego. En defensiva contra el pase son la número 19 con y 218,4 yardas promedio permitidas por partido. Son líderes de la liga en con 48 QB sacks, Jared Allen individualmente consiguió 14,5 (segundo mejor de la NFL en este departamento).
En el juego Divisional los Vikes obtienen una contundente victoria contra los Dallas Cowboys por 34-3 a pesar de que los visitantes eran favoritos. Favre tiene uno de los mejores juegos de su carrera en postemporada al obtener 4 TDs por aire y un rating de 134.4. Esta es la primera victoria del equipo en playoff desde el 2004.
La defensiva inutilizo a la ofensiva de Dallas, su QB Tony Romo tuvo 3 fumbles (2 perdidos), 1 intercepción y fue capturado detrás de su línea de scrimmage en 6 ocasiones, el DE Ray Edwards consigue 3 de ellas. La defensiva no permite TDs y tan solo 248 yardas totales avanzando al juego por el campeonato de la NFC, por primera vez en nueve años, en contra de los New Orleans Saints.

Los Vikings pierden el juego de campeonato en contra de los Saints 31-28 con un gol de campo de 40 yardas del pateador Garrett Hartley en tiempo extra. Una intercepción crucial a Favre en los últimos segundos de último cuarto lleva el partido a tiempo extra para desempatar el encuentro y dejar a los Vikes fuera del Super Bowl. New Orleans eventualmente ganarán el Super Bowl XLIV sobre los Indianapolis Colts de Peyton Manning.

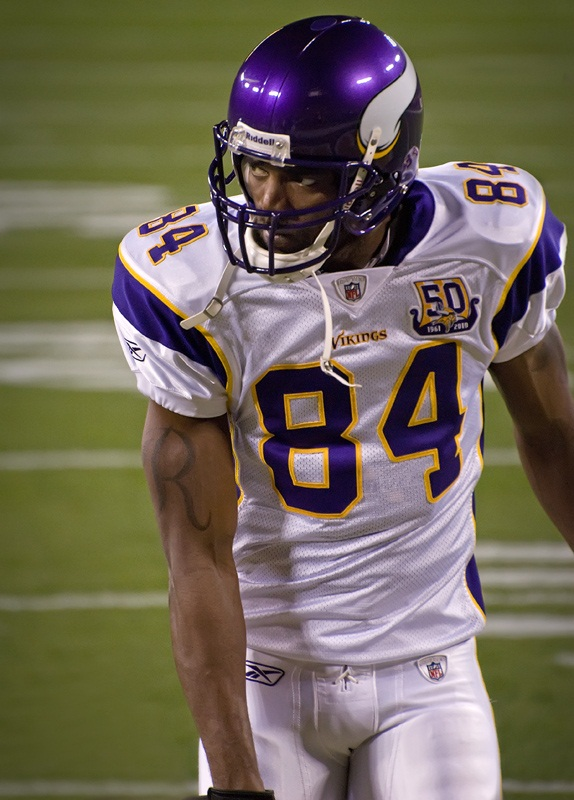
WR Randy Moss 2 TDs en 2010

El DT John Randle ingresa al Salón de la Fama clase 2010. Randle tuvo 137.5 sacks, fue nominado 7 veces al Pro Bowl y 6 ocasiones como All-Pro.
La temporada del 2010 será para la franquicia de los Minnesota Vikings la de su aniversario número 50 en la NFL y la quinta como head coach de Brad Childress.
Después de la derrota frente a los New Orleans Saints en el juego de campeonato de la NFC al final de la campaña del 2009, los Vikings defenderán su campeonato de la División Norte de la NFC por tercer año consecutivo y están considerados como serios contendientes para el Super Bowl XLV en el Cowboys Stadium.
La primera selección es el Cornerback, Chris Cook de los Virginia Cavaliers, (34a. global del draft). La segunda selección es el FB, Toby Gerhart proveniente de los Stanford Cardinals (51a. global del draft de 2010). Durante su último año como colegial Gerhart quedó solo detrás de Mark Ingram de Universidad de Alabama en la lucha por el prestigioso Trofeo Heisman.
El 3 de agosto de 2010 el periódico The Minneapolis Star Tribune reportó que Favre había informado al personal de los Vikings su retiro y que no jugará su vigésima temporada de la NFL durante el 2010. Aunque el mismo Brett un día después anunció que nada está definido, todo dependerá de la evolución del tobillo recientemente intervenido quirúrgicamente.
El 4 de agosto la NBC informó el regreso de Brett Favre a los Minnesota Vikings.
No fue sino hasta el 17 de agosto de 2010 cuando el propio Favre anunció su regreso a los emparrillados para disputar su vigésima campaña número en la NFL.
En la quinta jornada regresa a los Vikes el receptor Randy Moss después de pasar tres temporadas con los New England Patriots a cambio de una selección colegial de la tercera ronda de la siguiente temporada. Aunque el 1 de noviembre, con apenas 4 semanas en el equipo Moss es despedido por criticar al coach Childress y a sus compañeros en un programa de radio después de la derrota ante los Patriots en el Gillette Stadium, pero Childress omitió notificar su decisión al dueño del equipo Zygi Wilf lo que molestó mucho a este último.
El 22 de noviembre el coach Brad Childress es despedido ante la dolorosa derrota de 31-3 frente a Green Bay y un récord de 3 ganados y 7 perdidos. El sucesor interino es el coordinador defensivo Leslie Frazier. Quien obtiene su primera victoria frente a los Washington Redskins por 17 a 13.
La temporada termina con un pobre 6-10 y el último lugar en la División Norte de la Conferencia Nacional; Favre estuvo lesionado prácticamente toda la campaña, no jugó los últimos 2 partidos debido a una contusión cerebral, Tarvaris Jackson también se lesionó un pie al final de la temporada y el relevo en los últimos dos encuentros fue el novato Joe Webb.
Webb fue la sexta selección del 2010 (199a. global del draft), proviene de los Blazers de Alabama-Birmingham. Originalmente Childress lo quería como receptor pero al final se decidió por la posición de mariscal de campo.
El 17 de enero de 2011 Brett Favre presentó formalmente la documentación de su retiro ante la NFL.
Para Peterson es la cuarta aparición al juego de estrellas de la NFL y fue el único Viking nombrado al equipo All-Pro, la sexta participación de Williams, la tercera de Winfield y la primera de Henderson en el partido que se verificó en el Aloha Stadium de Honolulu el 30 de enero de 2011 que ganó la NFC por 55-41, Peterson colaboró con 1 TD por tierra.
El 3 de enero de 2011 se anuncia que el dueño de los Vikes, Zygi Wilf llegó a un acuerdo con Leslie Antonio Frazier para que se mantenga con el cargo de head coach. Con esto Frazier pasa del interinato a conviertirse en el octavo entrenador en jefe de Minnesota.
Frazier fue un jugador de los Chicago Bears de 1981 a 1985 jugando la posición de esquinero. Se retiró prematuramente por una grave lesión en la rodilla sufrida en el Super Bowl XX.

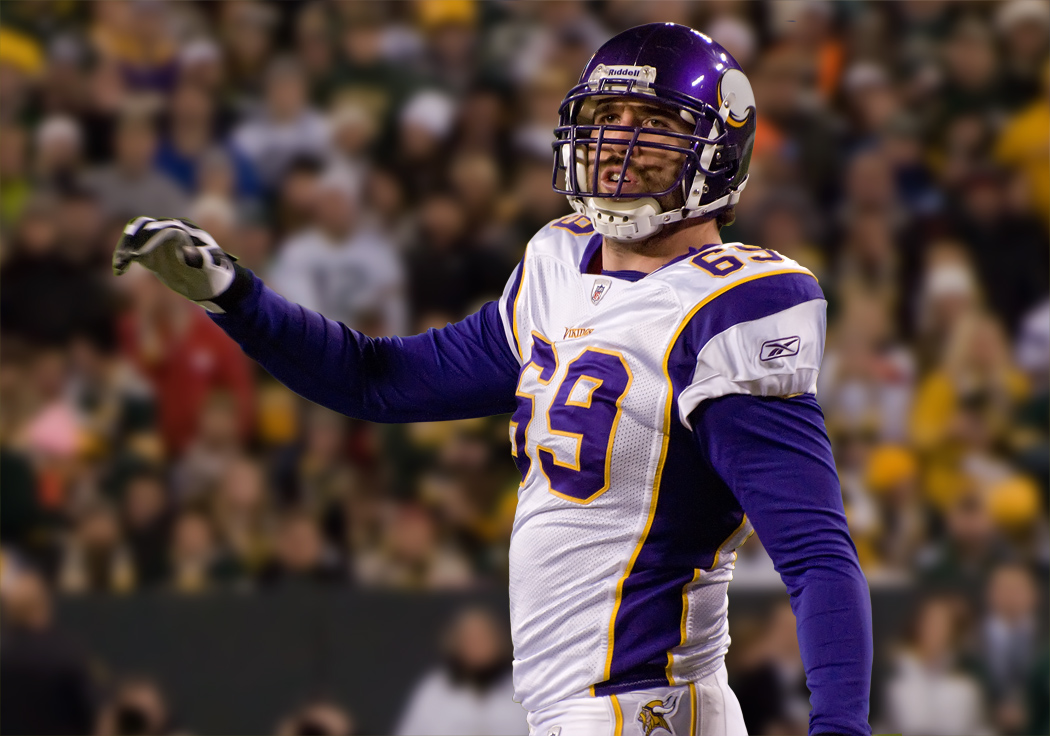
DE Jared Allen 22 sacks en 2011

El 6 de febrero de 2011, previo al Super Bowl XLV, el safety de los Vikes, Madieu Williams es honrado con el Premio Walter Payton al Hombre del Año, por su labor humanitaria. Williams es el segundo jugador de Minnesota en recibir este premio después de Cris Carter en 1999.
El 21 de febrero de 2011 los Vikes anuncian que el LB Chad Greenway será su jugador franquicia para la siguiente temporada, con esto Greenway no irá a la agencia libre.
La primera selección es el QB Christian Ponder de los Florida State University Seminoles, (12a. global del draft). La segunda es el ala cerrada Kyle Rudolph de Notre Dame, (43a. global del draft). La tercera es negociada con los New England Patriots y la cuarta es el DE Christian Ballard de la Universidad de Iowa, (106a. global del draft).
El 27 de julio de 2011, los Washington Redskins y los Vikings llegaron a un acuerdo sobre el veterano QB de 13 temporadas Donovan McNabb por lo que este fue traspasado a Minnesota a cambio de una selección de sexta ronda en el 2012 y una condicional en la sexta ronda del draft del 2013. El pateador de despeje Chris Kluwe acordó ceder a McNabb su número 5 a cambio de una donación de US$ 5,000 a la clínica médica Kick for a Cure que es patrocinada por el propio Kluwe.
En la primera temporada completa del coach Frazier los Vikings terminan con una temporada para el olvido de 3-13, por lo tanto, no pudieron mejorar el récord de la campaña anterior de 6-10. Donovan McNabb fue cesado por los Vikings el 1 de diciembre, su lugar lo tomó el novato y primera selección del año Christian Ponder. El 24 de diciembre de 2011, Peterson sufre una grave lesión en la rodilla izquierda y sacado del campo en una victoria de los Vikes 33-26 sobre los Washington Redskins. El 26 de diciembre es colocado en la lista de lesionados debido a una rotura del ligamento cruzado anterior y del ligamento colateral tibial. Por primera vez en su carrera, Peterson no pudo registrar una temporada de 1,000 yardas después de jugar sólo 12 partidos durante el año, incluso se duda si su carrera continuará.
De lo poco rescatable es que Jared Allen termina como líder de la liga con 22 sacks y rompe la marca de la franquicia de Chris Doleman de 1989 cuando obtuvo 21 capturas de QB.
El DE/LB Chris Doleman ingresa al Salón de la Fama clase 2012. Doleman con 150.5 sacks, fue nominado 8 veces al Pro Bowl y 3 ocasiones como All-Pro.

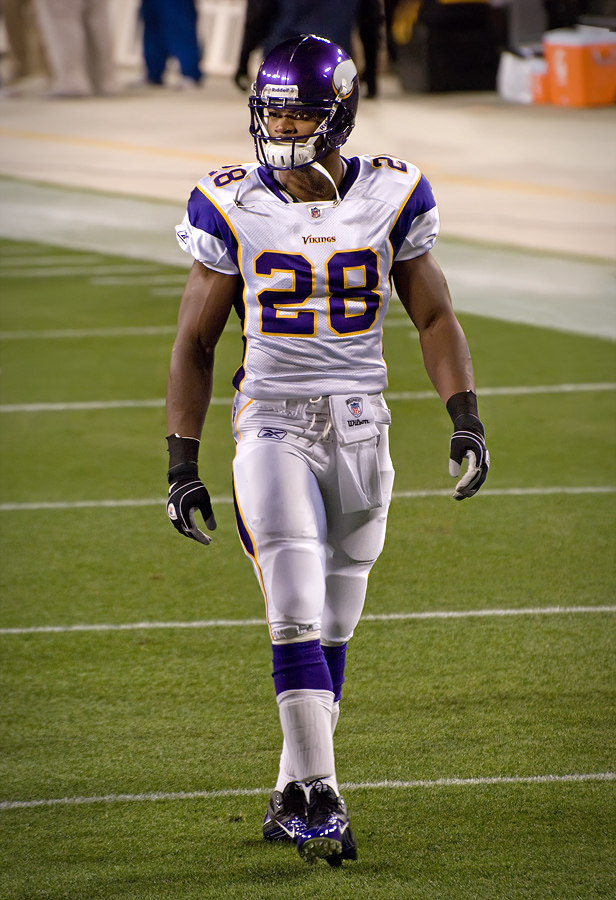
RB Adrian Peterson 2,097 yardas y 13 TDs en 2012

El 26 de abril, durante el draft los Vikes eligen como su primera selección colegial (4a. global del draft), al tackle ofensivo Matt Kalil de los Troyanos de la Universidad del Sur de California. Por negociaciones previas con los Baltimore Ravens en la misma primera ronda también obtienen al safety de los Irlandeses Peleadores de Notre Dame, Harrison Smith (29a. del draft). La tercera selección (66a. global), es el esquinero Josh Robinson de los Caballeros Dorados de la Universidad Central de Florida. En la sexta ronda (175a. global) toman al pateador Blair Walsh de los Georgia Bulldogs, Walsh es toda una revelación y es el mejor pateador de la liga. El draft de los Vikings del 2012 es considerado por la prensa especializada como uno de las mejores selecciones colegiales del año.
Los Vikes iniciaron la campaña 2012 con una victoria en casa ante los Jacksonville Jaguars en tiempo extra por 26 a 23. En la última jugada del tiempo regular el pateador novato, Blair Walsh, hizo bueno un intento de 55 yardas (el cuarto gol de campo del juego), para empatar el duelo 23-23 y mandarlo a tiempo extra. Walsh en la prórroga marcó diferencia al hacer bueno un gol de campo de 38 yardas. Lo mejor es el regreso de Adrian Peterson quien aportó al equipo 84 yardas terrestres y dos TDs; el QB Christian Ponder tuvo 270 yardas por aire sin intercepción.
Desde la semana 10 el WR Percy Harvin está en la lista de lesionados (tobillo), y no regresa para el 2012.
Con el cierre de calendario más difícil de toda la NFL los Vikes concluyen la temporada regular con cuatro victorias consecutivas sobre los Chicago Bears (21-14), St. Louis Rams (36-22), Houston Texans (23-6) y los Green Bay Packers (37-34).
El juego contra los Packers fue catalogado por la página de la NFL como el mejor de la jornada 17 y especialmente emotivo porque los Vikes terminan su marca con 10-6 lo que les da el pase a la postemporada (la campaña anterior fueron el peor equipo de la NFC con 3-13). Un inspirado Christian Ponder da su mejor juego de la temporada con 234 yardas y 3 TDs. Pero el hombre del día es Adrian Peterson que suma 199 yardas terrestres y finaliza con 2,097 yardas para convertirse en apenas el séptimo corredor el rebasar las 2,000 yardas y deja la segunda mejor marca de la historia, además colabora con un TD por tierra y un TD por aire, el primero del 2012. El pateador novato Blair Walsh sella la victoria con un gol de campo a 3 segundos de terminar al último cuarto. La defensiva colabora con 5 sacks al QB Aaron Rodgers, el DE Everson Griffen tuvo 3 capturas. Con este triunfo de paso dejan fuera de los playoffs a los odiados Chicago Bears (10-6).
Es de destacar la gran temporada del LB Chad Greenway que en el 2012 tuvo 191 tackleadas totales (121 solo y 70 asistidas), 3 sacks de QB, 2 fumbles recuperados y 1 intercepción con lo que va a su segundo Pro-Bowl con esto es el primer LB de los Vikes que va a Pro-Bowls de consecutivos desde Scott Studwell 1987-1988. Además es nominado All-Pro de segundo equipo.
Con la victoria a los Packers en la última jornada, Minnesota pasa a la postemporada por vigésima séptima ocasión en su historia con marca de 10-6 y por primera vez desde 2009; esta vez como comodín sembrado número 6. Su rival son los Green Bay. Los Vikes son derrotados por los Packers por 10-24. El QB Chris Ponder no jugó por lesión en el codo derecho, su lugar lo tomó Joe Webb sin éxito.
El ala cerrada Kyle Rudolph es nombrado el jugador más valioso del Pro-Bowl con 5 recepciones, 122 yardas y un TD para la victoria de la NFC sobre la AFC por 62-35.
El 2 de febrero de 2013 Adrian Peterson es nombrado el jugador más valioso (MVP), de la temporada del 2012. Peterson derrotó en la votación al QB de los Denver Broncos Peyton Manning.
El WR Cris Carter ingresa al Salón de la Fama clase 2013. En 16 temporadas Carter tuvo 1,101 recepciones; 13,899 yardas, 130 Tds; 8 Pro-Bowl y 2 veces All-Pro de primer equipo.
El 25 de abril, durante el draft del 2013 los Vikings seleccionan a tres jugadores en la primera ronda, la que les corresponde y otras dos negociadas con otros equipos. La primera selección (23a. global del draft), es el tackle defensivo Sharrif Floyd de Florida Gators; la segunda por el traspaso de Percy Harvin con Seattle es el esquinero de Floridad State Xavier Rhodes (25a. del draft), y la tercera que le correspondía a New England es el receptor Cordarrelle Petterson de Tennessee (29a. global), lo que parece una gran selección colegial. En marzo del 2013 los Kansas City Chiefs liberan al QB de 8 temporadas Matt Cassel quien será el sustituto de Christian Ponder.
Después de un inicio incierto de 0-3, el 27 de septiembre se anunció que Matt Cassel iniciaría su primer partido con los Vikings en contra de los Pittsburgh Steelers debido a una lesión en las costillas del QB titular Christian Ponder. Los Vikes ganaron un cerrado partido por un marcador de 34 a 27 en el Estadio de Wembley en Londres, Inglaterra.
Los Vikes terminan una errática temporada con un 5-10-1 lo que le cuesta el empleo al coach Leslie Frazier quien el 3 de enero del 2014 es contratado como coordinador defensivo de los Tampa Bay Buccaneers.
El 15 de enero de 2014 los Vikings anuncian como su nuevo entrenador en jefe a Mike Zimmer quien hasta hace unos días se desempeñaba como coordinador defensivo de los Cincinnati Bengals en donde en el 2013 la defensiva de los Bengals quedó como la tercera mejor de toda la liga.
El 8-9 de mayo, durante el draft del 2014 los Vikes seleccionan a dos jugadores en la primera ronda. La primera selección (9a. global del draft), es el linebacker Anthony Barr de UCLA y la segunda es el quarterback Teddy Bridgewater de Universidad de Louisville (32a. del draft). La tercera selección (72a. global del draft), es el ala defensivo Scott Crichton de OSU.
Los Vikings terminan la temporada 2014 con un discreto 7-9 y terceros en la División Norte de la NFC que, tomando en cuenta que es un equipo en reconstrucción bajo la batuta del nuevo coach Mike Zimmer, se puede considerar como una buena temporada aunque no calificaron a la postemporada.
La ofensiva de los Vikes sufrió dos pérdidas muy importantes, la suspensión del mejor corredor de la liga Adrian Peterson desde la semana 2 por abuso infantil y la fractura de pie del QB Matt Cassel el 21 de septiembre, con lo que el novato Terry Bridgewater cargó con el peso de la ofensiva y lo hizo bastante bien.
El C Mick Tingelhoff quien jugó toda su carrera para los Vikings de 1962 a 1978 después de esperar 32 años finalmente ingresó al Salón de la Fama en la clase 2015. El legendario coach Vince Lombardi lo elogió rutinariamente como uno de los centros más duros que había visto.
Los Vikings ganan el campeonato de la División Norte de la NFC por primera vez desde 2009 con marca de 11-5. Adrian Peterson termina con otra gran temporada con 1,485 yardas terrestres y 11 TDs, resultando el mejor corredor de la NFL nuevamente.
En los playoffs los Vikes son sembrados número 3 de la NFC y en el juego de comodines reciben en casa a los Seattle Seahawks pero pierden en la primera ronda por 9 - 10.
Para la temporada de la temporada 2016 de la NFL los Vikings estrenaron su nueva casa el U.S. Bank Stadium con capacidad para 66,655 espectadores que se puede incrementar a 73,000 para el Super Bowl LII de febrero de 2018.
Para el reclutamiento colegial seleccionan como su primera selección (23 global), al receptor Laquon Treadwell de Ole Mississippi. En la segunda selección eligen al esquinero Mackensie Alexander (54 global), de la Clemson.
Durante la pretemporada el QB de primer equipo Teddy Bridgewater se lesiona y es sustituido por Sam Bradford quien llegó procedente de los Philadelphia Eagles a cambio de una primera ronda del draft del 2017. Bradford fue la primera selección total del 2010 y ganador de trofeo Heisman de 2008 sin calificar para la postemporada.
Los Vikings inician su temporada con un meteórico 5-0 dejando en el camino a los Titans (25-16), Packers (17-14), Panthers (22-10), Giants (24-10) y los Texans (31-13).  Pero concluyen con un decepcionante 8-8.

### 2017-presente: La era de Dalvin Cook
En el draft de la temporada de 2017 los Vikings toman como su primera selección al corredor Dalvin Cook (23 global), de la Universidad Estatal de Florida ya que Adrian Peterson dejó vacante al puesto al ser liberado por Minnesota. La segunda selección es el centro Pat Eflein de la Universidad Estatal de Ohio, con lo que el equipo quiere reforzar su línea ofensiva para proteger la posición de mariscal de campo.
Durante los juegos de pretemporada el equipo termina con 2-2.
En el juego inicial los Vikes derrotan a los New Orleans Saints como locales en un 29-19. El QB Sam Bradford impresiona con 346 yardas por aire y 3 TDs. Lamentablemente Bradford se lesiona la rodilla que lo deja fuera para el resto de la temporada.
En la segunda jornada el contra los Pittsburgh Steelers el coach Mike Zimmer anuncia a su QB titular Case Keenum (Teddy Bridgewater sigue en la lista de lesionados), un agente libre proveniente de Los Angeles Rams con 4 años en la NFL aunque caen derrotados por 9-26 en el Heinz Field.

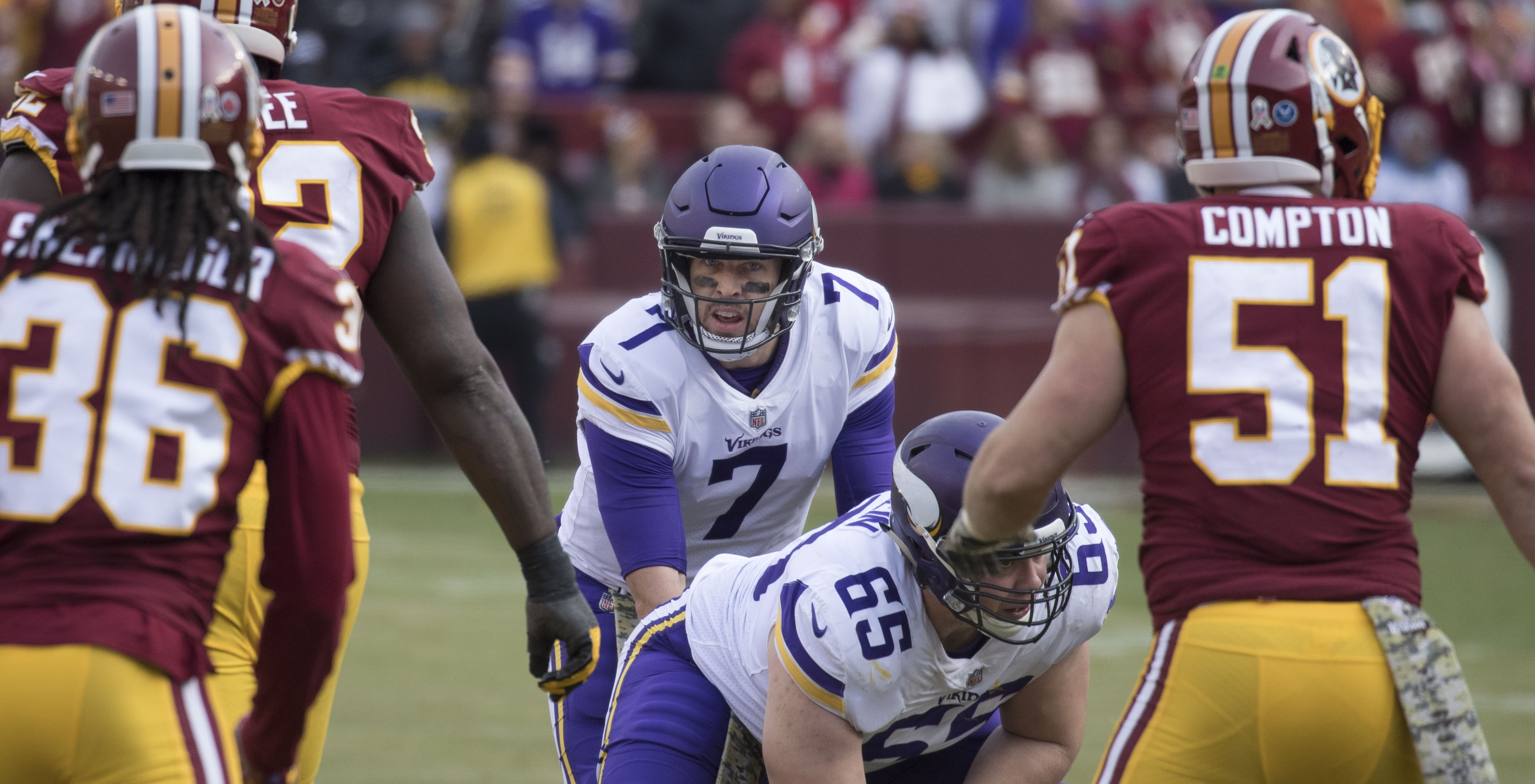
Case Keenum detrás del centro novato Pat Elflein contra los Redskins en 2017

Durante la semana 4 el novato corredor Dalvin Cook se lesiona la rodilla y pierde el resto de la temporada. Latavius Murray, un agente libre de los Oakland Raiders lo reemplaza con mucho éxito sumando 842 yardas terrestres.
Con Keenum en los controles los Vikings logran una marca de 6-2 hasta la jornada 9 de descanso y hasta la 13a., con una racha de 8 victorias hasta que caen contra los Carolina Panthers por 3-10.
Los Vikes cierran la temporada con tres victorias contra Cincinnati Bengals, Green Bay Packers y Chicago Bears logrando su vigésimo campeonato divisional con marca de 13-3 y segundo lugar de la Conferencia Nacional tan solo debajo de los Philadelphia Eagles con la misma marca.
La defensiva de Minnesota termina como la número una de la liga (segunda contra el pase y segunda contra la carrera), mientras que la ofensiva como la 11a., de la NFL (undécima por aire y séptima por tierra).
Como campeones de la División Norte de la Conferencia Nacional y segundos sembrados detrás de Philadelphia Eagles, Minnesota pasa a la postemporada por vigésima novena ocasión en su historia con marca de 13-3, descansan la primera jornada y su rival para el partido divisional son los New Orleans Saints quienes en el juego de comodines derrotaron a los Carolina Panthers por 31-26. Los Saints fueron la segunda mejor ofensiva de la NFL comandados por el veterano QB Drew Brees.
En el partido divisional de la NFC del 14 de enero de 2018, Minnesota contra Nueva Orleans, se dio unos de los mejores finales en la historia de la NFL en juegos de postemporada. Con diez segundos por jugar el QB Keenum, desde su yarda 39 lanzó un desesperado pase a su receptor Stefon Diggs, pero el safety de los Saints, Marcus Williams, falló una fácil tacleada y arrolló a su compañero Ken Crawley mientras que Diggs corrió solo hasta la zona de anotación con el reloj en cero para un pase de 61 yardas lo que le aseguró el triunfo a los Vikings por 29-24. Con este resultado, que la prensa comienza a llamar El Milagro de Minneapolis. Los Vikes viajan a Philadelphia para la final de la conferencia, pero pierden con un contundente 7-38, los Eagles irán al Super Bowl LII representando a la Conferencia Nacional.

## Jugadores

### Números retirados
| Números retirados por los Minnesota Vikings |                 |        |                      |                          |
| N.º                                         | Jugador         | Puesto | Periodo              | Fecha                    |
| 10                                          | Fran Tarkenton  | QB     | 1961-1966, 1972-1978 | 7 de octubre de 1979     |
| 53                                          | Mick Tingelhoff | C      | 1962–1978            | 25 de noviembre de 2001  |
| 70                                          | Jim Marshall    | DE     | 1961–1979            | 28 de noviembre de 1999  |
| 77                                          | Korey Stringer  | OT     | 1995–2000            | 19 de noviembre de 2001  |
| 80                                          | Cris Carter     | WR     | 1990–2001            | 14 de septiembre 2003    |
| 88                                          | Alan Page       | DT     | 1967–1978            | 25 de septiembre de 1988 |